# Gare de Plaisir - Grignon
Ne doit pas être confondu avec Gare de Plaisir - Les Clayes.
La gare de Plaisir - Grignon est une gare ferroviaire française des lignes de Saint-Cyr à Surdon et de Plaisir - Grignon à Épône - Mézières, située sur le territoire de la commune de Plaisir, à proximité de Thiverval-Grignon, dans le département des Yvelines, en région Île-de-France.
C'est une gare de la Société nationale des chemins de fer français (SNCF) desservie par les trains de la ligne N du Transilien (réseau Paris-Montparnasse).

## Situation ferroviaire

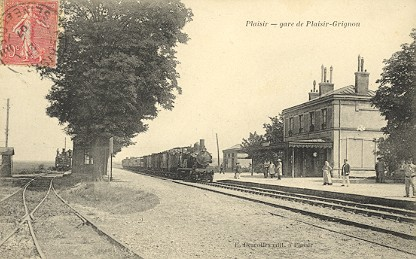
La gare vers 1910.

Gare de bifurcation, elle est située au point kilométrique (PK) 32,218 de la ligne de Saint-Cyr à Surdon, entre les gares de Plaisir - Les Clayes et de Villiers - Neauphle - Pontchartrain.
Elle est l'origine de la ligne de Plaisir - Grignon à Épône - Mézières. La première gare après Plaisir - Grignon est la gare de Beynes.
Son altitude est de 106 m.

## Histoire
Elle est mise en service le 15 juin 1864 avec l'ouverture de la voie entre la gare de Saint-Cyr et la gare de Dreux.
En 2011, 5 510 voyageurs ont pris le train dans cette gare chaque jour ouvré de la semaine.

## Service des voyageurs

### Accueil

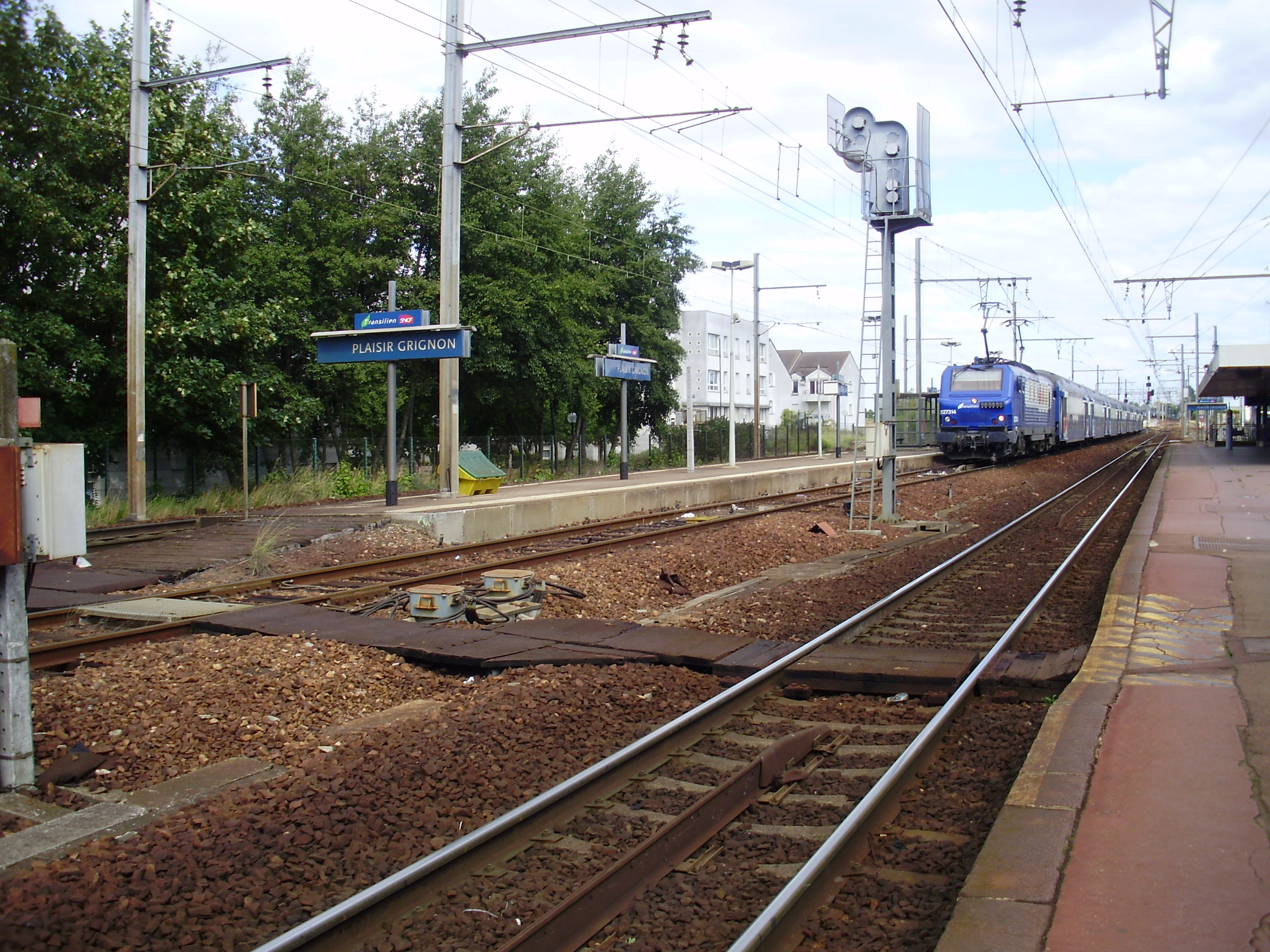
Quais et voies depuis le quai pour Dreux ou Mantes-la-Jolie en regardant vers Paris-Montparnasse.

Gare SNCF, elle dispose d'un bâtiment voyageurs avec guichet, d'automate Transilien, d'automate Grandes lignes, du système d'information sur les circulations des trains en temps réel, de bandes d'éveil de vigilance sur les quais, de dispositif de contrôle des billets élargi et de boucles magnétiques pour personnes malentendantes.
Elle est équipée d'un quai latéral (décalé) et d'un quai central : le quai 1 (latéral) dispose d'une longueur utile de 229 m pour la voie 1, le quai 2 (central) d'une longueur utile de 257 m pour les voies 2 et C. Les deux quais possèdent des abris voyageurs. Le changement de quai se fait par un passage souterrain.

### Dessertes
En 2012, la gare est desservie par des trains de la ligne N du Transilien :
- par train direct (relation Paris - Dreux), à raison[6] d'un train toutes les heures, sauf aux heures de pointe où la fréquence est d'un train toutes les 30 minutes. Le temps de trajet est d'environ 43 minutes depuis Dreux et 24 minutes depuis Paris-Montparnasse ;

- par train omnibus (relation Paris - Plaisir - Mantes-la-Jolie), à raison[6] d'un train toutes les heures, sauf aux heures de pointe où la fréquence est d'un train toutes les 30 minutes. Le temps de trajet est d'environ 27 minutes depuis Mantes-la-Jolie et de 42 minutes à 44 minutes depuis Paris-Montparnasse. Un train omnibus sur deux a pour terminus Plaisir - Grignon.

Les trajets sont assurés par des voitures de banlieue à deux niveaux (VB 2N), tractées ou poussées en réversibilité par des BB 27300 sur la liaison Paris-Montparnasse - Dreux ainsi que la liaison Paris-Montparnasse ↔ Plaisir - Grignon.

### Intermodalité
La gare est desservie par les lignes 1, 7, 12 et 19 du réseau de bus Centre et Sud Yvelines, par les lignes 5101, 5102, 5110, 5111, 5113, 5114, 5187 et Soirée Plaisir - Grignon du réseau de bus de Saint-Quentin-en-Yvelines, par les lignes 5117 et 7804 du réseau de bus Île-de-France Ouest, par la ligne 100 du réseau de bus de Poissy - Les Mureaux et par le service TàD Gally-Mauldre du transport à la demande d'Île-de-France. La nuit, la gare est desservie par la ligne N160 du réseau Noctilien.

Un parking pour les véhicules et les vélos y est aménagé.

## Galerie de photos

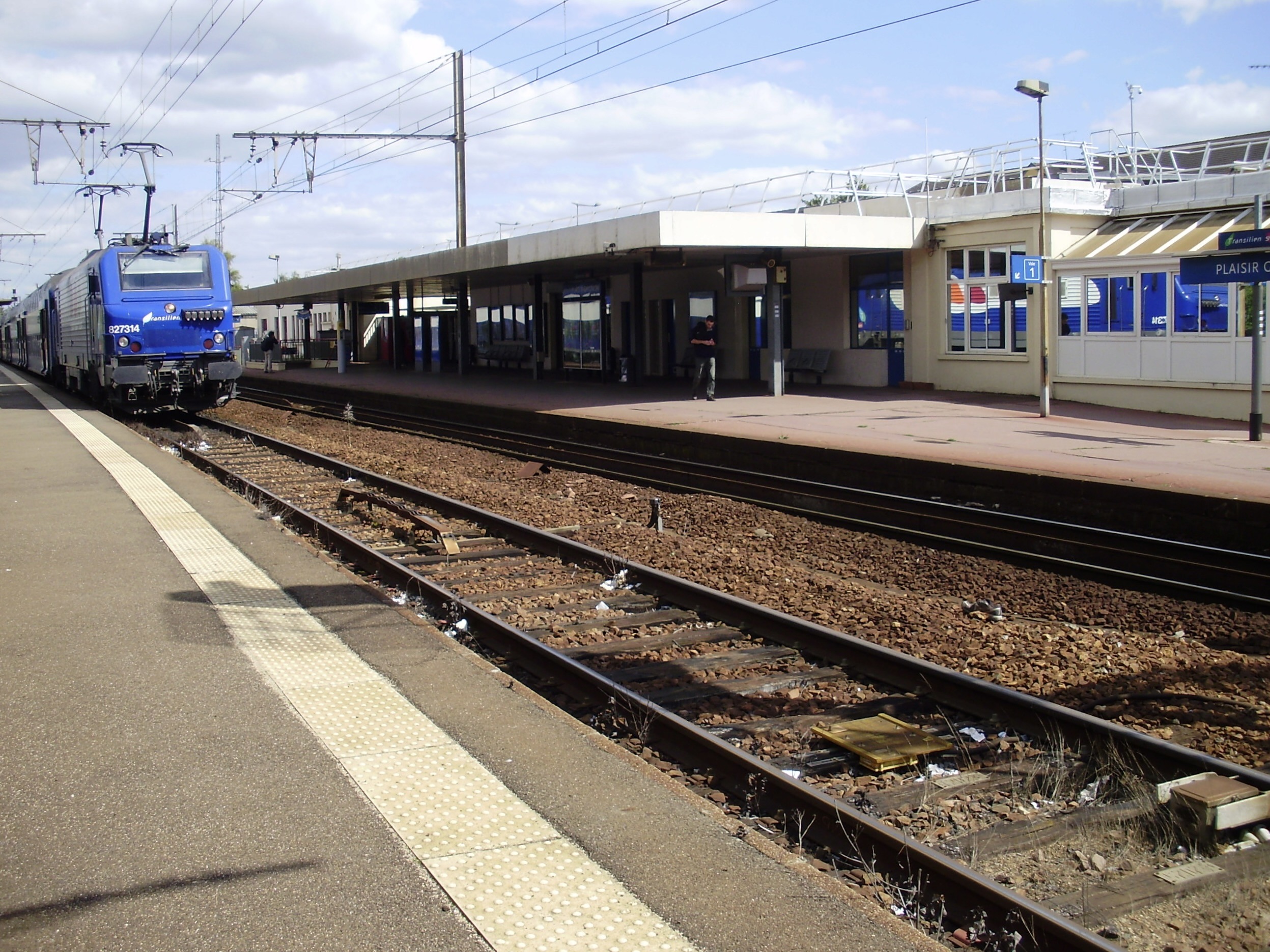
Quais, voies et bâtiment voyageurs.
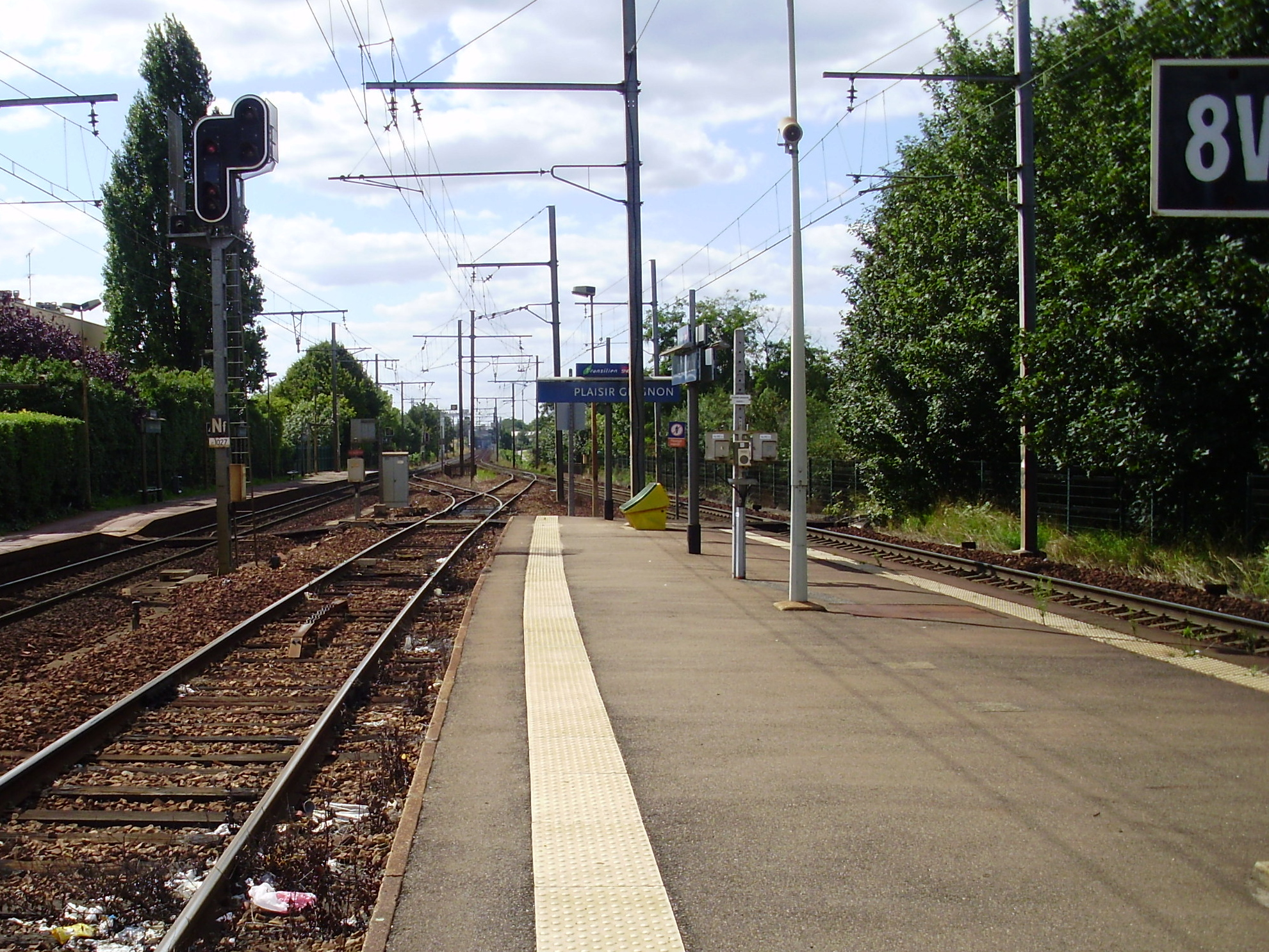
Quais et voies en regardant vers Dreux ou Mantes-la-Jolie.
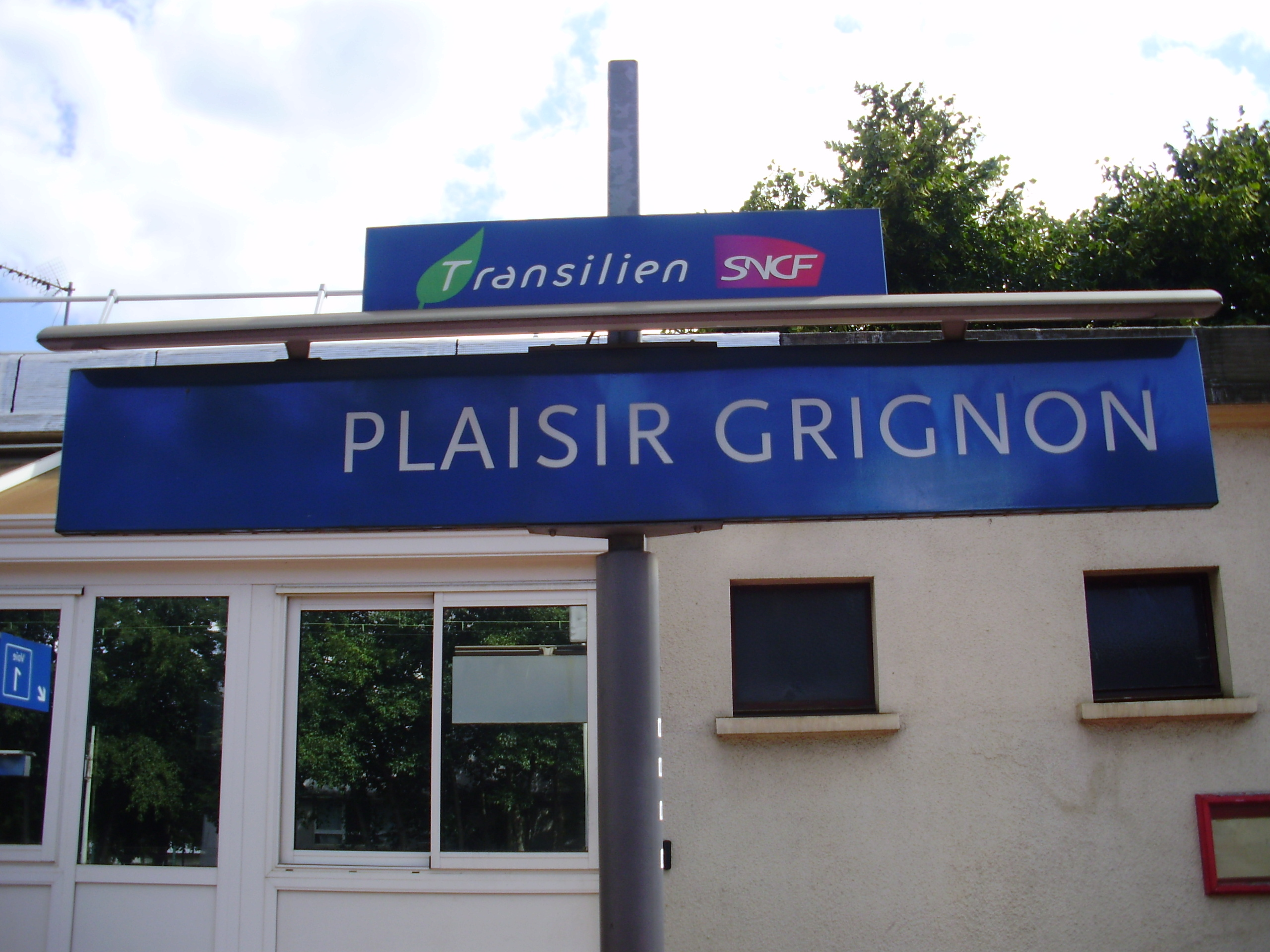
Panneau indiquant le nom de la gare.
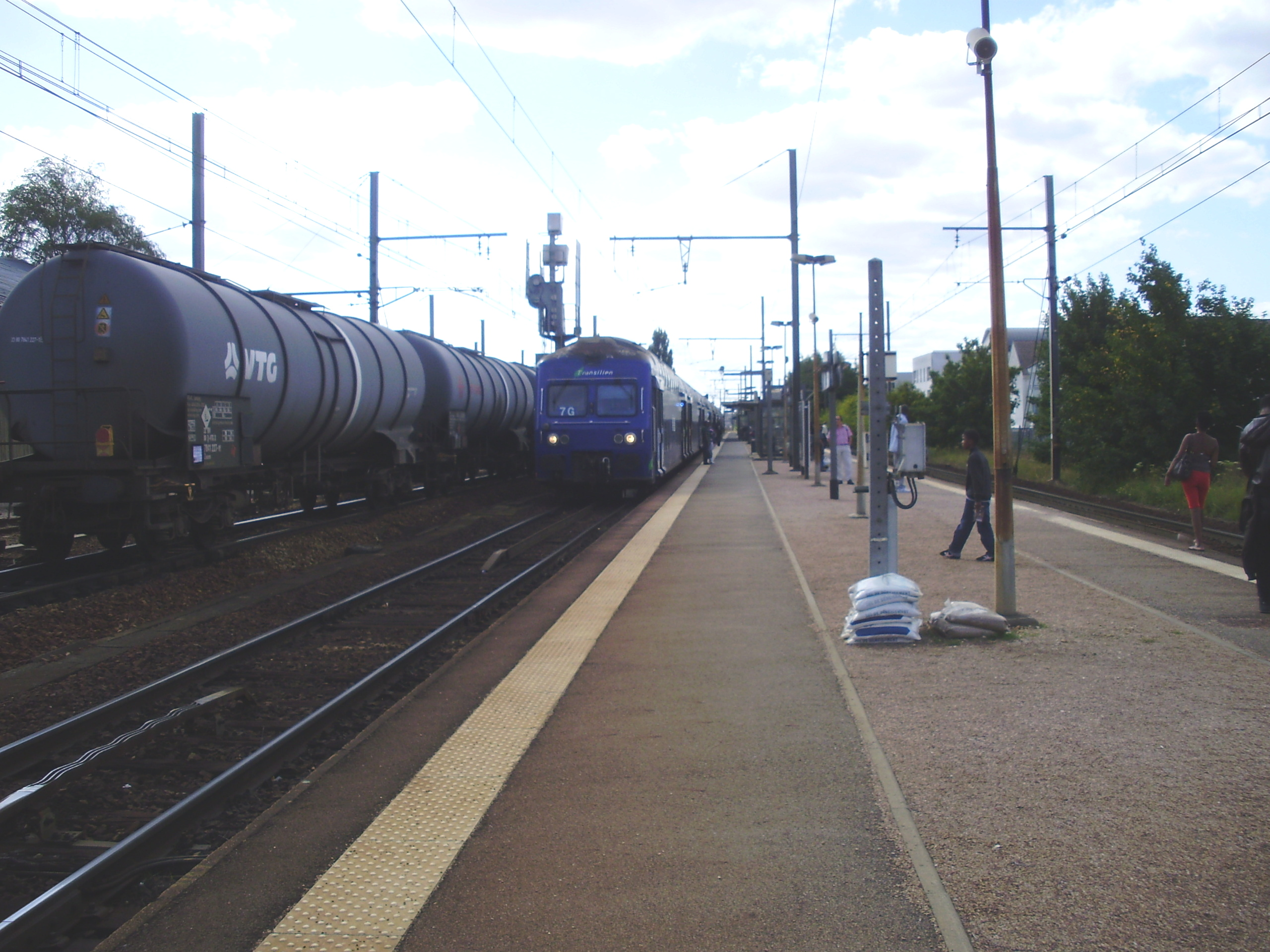
Quai pour Paris-Montparnasse.